# Венера (Черепашки-ниндзя)
Мэй Пье Чи (кит. трад. 美鱉气) — героиня сериала «Черепашки-ниндзя: Следующая мутация» (1997), являющегося частью медиафраншизы «Черепашки-ниндзя». Была создана одним из авторов оригинальных комиксов издательства Mirage Studios Кевином Истменом и основателем производственной компании Saban Entertainment Хаимом Сабаном. Её сыграли Николь Паркер и Лесли Спонберг и озвучила Лалаиниа Линдбьерг. Спустя 25 лет после закрытия сериала она вернулась во франшизу через комиксы издательства IDW, где история её происхождения была переосмыслена.
По сюжету «Следующей мутации» Мэй Пье Чи была одной из пяти черепашек, которые подверглись воздействию мутагена в канализации Нью-Йорка и превратились в антропоморфных существ. Она росла отдельно от своих сородичей в Шанхае, где в течение 18 лет обучалась мистическому искусству синоби. После освобождения могущественного диктатора Повелителя драконов, Мэй Пье Чи воссоединилась со своими названными братьями, чтобы остановить древнее зло. Тогда же она получила новое имя — Венера Милосская  (лат. Venus de Milo) или просто Венера (лат. Venus) — в честь древнегреческого произведения искусства, в то время как имена остальных черепах являются данью уважения художникам эпохи Возрождения.
Венера Милосская считается самым противоречивым персонажем франшизы. Помимо того, что большинство критиков и фанатов негативно восприняли концепцию девушки-черепашки, создатели франшизы Истмен и Питер Лэрд прекратили своё многолетнее сотрудничество из-за того, что один из них был категорически против её существования.

## Создание и история появлений
В 1995 году Си-би-эс закрыла мультсериал 1987 года, после чего создатели Черепашек-ниндзя Кевин Истмен и Питер Лэрд начали поиск других сетей вещания, чтобы запустить новый проект по франшизе. Fox согласилась транслировать шоу о Черепашках-ниндзя, однако настояло на введении черепашки-мутанта женского пола. Хотя Истмен согласился, Лэрд был категорически против этой идеи и отказался участвовать в производстве сериала. По словам бывшего президента отдела кино и телевидения Saban Entertainment Лэнса Х. Роббинса, во время разработки «Следующей мутации» (1997) руководство производственной компании хотело расширить аудиторию франшизы с помощью девушки-черепашки; кроме того, её появление должно было привести к выпуску новых игрушек, что являлось главным приоритетом в политике Saban: «Нас не волнуют рейтинги, только если они стимулируют продажи игрушек» — вспоминал Роббинс.
После закрытия «Следующей мутации» в 1998 году, на официальном сайте франшизы появился фанатский блок, посвящённый невышедшему второму сезону сериала, на котором публиковались письма от Черепашек-ниндзя, в том числе и Венеры. Рубрика последней исчезла с сайта после того, как Истмен продал свою долю права собственности на франшизу Лэрду.
В 2014 году в комиксах от издательства IDW появилась мутировавшая черепашка женского пола по имени Дженника, которая полюбилась фанатам, в результате чего IDW решили вернуть Венеру во франшизу. В январе 2022 года IDW опубликовала обложку специального выпуска ко Дню бесплатных комиксов, на котором была изображена Венера. Сценарист и художник серии Софи Кэмпбелл заявила: «Некоторое время я пыталась добиться возвращения Венеры. Не могу поверить, что мне наконец удалось сделать это!». В феврале 2023 года IDW изменили дизайн Венеры, которая ранее представляла собой «чудовище Франкенштейна», состоящее из сшитых кусков плоти, сделав героиню целостной; таким образом, создатели учли критику фанатов, которые были недовольны ранним образом Венеры. В апреле того же года Истмен нарисовал обложку к грядущему масштабному событию The Armageddon Game, на котором были изображены все Черепашки-ниндзя, включая Венеру.

## Образ
В отличие от других мутировавших черепах, имена которых являлись данью художникам эпохи Возрождения, Венера была названа в честь произведения искусства, известного своей выразительной фигурой; в интервью TVLine, посвящённому 25-летию франшизы, Роббинс выразил сомнение, что им бы удалось «создать такого персонажа в современном мире для подросткового мультсериала». Чтобы подчеркнуть женственность героини, создатели сериала изобразили на её брюшном щите молочные железы. Также они изменили историю происхождения Черепашек-ниндзя таким образом, что те более не являлись родственниками, благодаря чему братья могли соперничать за симпатию Венеры. Другим признаком женственности Венеры стала её «коса», образовавшаяся в результате сплетения концов маски. Создатели «Следующей мутации» не хотели делать повязку Венеры розовой только потому, что та была девушкой, и остановились на бирюзовом цвете. В комиксах IDW Венера — веганка, поэтому она не ест пиццу, которая во многих медиа по франшизе является любимым блюдом Черепашек-ниндзя и плотно ассоциируется с ними.

## Биография
Однажды в канализации Нью-Йорка пятеро черепашек подверглись воздействию мутагена, превратившего их в антропоморфных существ. Мутировавшая крыса Сплинтер обнаружила четырёх из них, в то время как пятую воды канализации унесли в Чайна-таун, где её нашёл китайский мастер Чанг И. Он дал ей имя Мэй Пье Чи и перевёз в родной Шанхай, где растил как собственную дочь и в течение 18 лет тренировал искусству синоби. Благодаря спиритическим сеансам Чанг И путешествовал в мир снов и неоднократно виделся со Сплинтером. Также Чанг И был стражем мистического зеркала, внутри которого было заточено древнее зло в лице Повелителя драконов и его свиты. Однажды злодею удалось проникнуть в мир снов, пленить дух Сплинтера и смертельно ранить Чанг И. На последнем издыхании мастер-синоби раскрыл Мэй Пье Чи обстоятельства её происхождения и отправил в Нью-Йорк, чтобы она объединилась с четырьмя сыновьями Сплинтера и помогла им остановить Повелителя драконов. По прибытии, она помогла Черепашкам-ниндзя исцелить Шреддера от ненависти внутри него и расформировать клан Фут, а также освободить Сплинтера. Другие черепахи дали ей новое имя — Венера Милосская, в честь одноимённой древнегреческой скульптуры, которую им напомнила знакомая статуя в Центральном парке. В отличие от остальных черепашек-мутантов, вместо оружия в бою Венера использовала магию. Также все пятеро не являлись родственниками, из-за чего сыновья Сплинтера периодически флиртовали с ней.

## Комиксы

Оригинальный дизайн Венеры в комиксах IDW Publishing. Образ «чудовища Франкенштейна» не понравился фанатам франшизы, поэтому в последующих выпусках художники изменили внешность героини

Когда издательство Image начало публиковать комиксы про Черепашек-ниндзя в 1996 году, его сценаристы получили указание от создателя персонажей Питера Лэрда — «никаких черепах женского пола». Хотя сама Венера долгое время отсутствовала в комиксах, было несколько отсылок к её образу. После многочисленных писем фанатов о возвращении Венеры, сценарист Гэри Карлсон ввёл в 12-м выпуске серии Teenage Mutant Ninja Turtles инопланетянина по имени Ларч, который мог изменять свою внешность. Ларч превратился в черепашку-девушку, напоминающую Венеру, и поцеловал Микеланджело. В 2019 году в комиксах издательства IDW появилась другая черепашка женского пола по имени Дженника, что стало первым случаем нарушения «правила Лэрда».
Впервые в комиксах IDW Венера появилась в качестве камео в выпуске 117, где было показано будущее клана Сплинтера, а Венера являлась одним из его членов. Полноценный дебют героини состоялся в выпуске 127. Она была девушкой-подростком по имени Бонни (англ. Bonnie), которая мутировала в лягушку и присоединилась к группе «Панкующих жаб». В какой-то момент доктор Джаспер Барлоу сотворил из её остатков чудовище Франкенштейна: он пришил к телу Бонни отломившийся панцирь Донателло и поместил в неё чешую дракона — артефакт, наделившей её магией. Учёный экспериментировал над Бонни в рамках проекта «Венера», получившего название в честь произведения искусства, изображающего совершенную женщину. Тем не менее со временем Барлоу счёл проект неудачным и начал использовать Венеру для других экспериментов. Когда Донателло попал в плен к Барлоу, Венера телепатически связалась с ним и помогла преодолеть боль. Благодаря Донателло и товарищу по команде Клайду, ей удалось сбежать из лаборатории, однако она отказалась последовать за кем-то из них и решила самостоятельно найти своё место в мире. Вскоре она познакомилась с мутировавшей акулой Дубинкой и постепенно освоила магические способности. Вместе с Донателло и Дубинкой она непреднамеренно очутилась в будущем, где увидела цельную версию самой себя. В этот момент будущее поглотил катаклизм под названием Армаггон; Венера попыталась спасти свою старшую версию, но вместо этого слилась с ней и обрела её внешность. Вернувшись в настоящее время, она основала собственный клан ниндзя. В дальнейшем Венера воссоединилась с Донателло и его братьями, чтобы помочь остановить Барлоу. С помощью своих магических способностей она превратила его в крысу, лишённую человеческих качеств.

## Другие появления
- С 1997 по 1998 год компания Playmates Toys выпускала фигурки по мотивам сериала «Черепашки-ниндзя: Следующая мутация». Существует несколько наборов Венеры: базовый, в камуфляжной броне, из линейки «Thunder Thrashers», а также делюкс-набор с Леонардо, Повелителем драконов и Элитным стражем[22][23].
- В 1998 году состоялся кроссовер между персонажами «Следующей мутации» и «Могучими рейнджерами в космосе». За создание обоих сериалов отвечала Saban, которая хотела повысить их рейтинги. Впервые черепашки появились в конце эпизода «Спасите наш корабль», после чего они стали центральными персонажами следующей серии — «Удар черепашек». По сюжету, принцесса Федерации Зла Астронема прибывает на Землю, чтобы подчинить волю черепашек и натравить их на Могучих рейнджеров. Мутанты спасают рейнджеров от монстра Гинзо и те в благодарность приглашают их на Астро Мегакорабль. Там черепашки отключают охранную систему, чтобы Астронема и её солдаты Квантроны смогли проникнуть на борт, однако затем мутанты попадают в радиус действия поля обратной поляризации и освобождаются из-под контроля Астронемы. Они помогают рейнджерам победить приспешников принцессы Зла, а те, в свою очередь, позволяют им полетать на своих галактических глайдерах в открытом космосе[24].
- Венера эпизодически появляется в 50-м эпизоде сериала «Робоцып» (2005). По сюжету, после того, как Черепашки-ниндзя выгнали её из команды, она попыталась смыть себя в унитаз и утонула[25].

## Восприятие
Венера считается самым противоречивым персонажем «Черепашек-ниндзя». Она получила смешанные, преимущественно негативные отзывы как от критиков, так и от фанатов франшизы; они сочли её образ чересчур сексистским из-за выступающей груди и имени, которое она получила в честь произведения искусства, известного благодаря необычным пропорциям. С другой стороны, часть рецензентов и фанатов была возмущена отсутствием черепашек-девушек в других медиа по мотивам франшизы. В своей рецензии для журнала Bustle Эмма Куэто заявила: «тот факт, что во франшизе по-прежнему отсутствуют черепашки-ниндзя женского пола, начинает раздражать». По мнению Зебби Уотсон из Inverse, появление Венеры вдохнуло новую жизнь во франшизу и освежило динамику внутри команды. На момент выхода мультсериала 2012 года фанаты героини обратились к Nickelodeon с петицией ввести Венеру в повествование.
Создатели Черепашек-ниндзя Кевин Истмен и Питер Лэрд не смогли прийти к соглашению относительно появления черепашки женского пола в «Следующей мутации», что привело к прекращению их многолетнего сотрудничества в 1995 году. «Справедливости ради, хотя мои личные и деловые отношения с Кевином в предыдущие годы были сопряжены с тяжёлым стрессом, фиаско с „девочкой-черепахой“ стало классической „соломинкой, сломавшей спину верблюду“. На этом наше партнёрство, по сути, закончилось» — вспоминал Лэрд. В 2012 году Лэрд выразил в личном блоге своё отношение к Венере: «Персонаж Венеры Милосской, женщины-черепахи, олицетворяет для меня всё самое глупое и поверхностное, что есть в Голливуде: вместо того, чтобы придумывать что-то новое и необычное, что-то по-настоящему креативное, можно просто сказать: „Эй, давайте сделаем то же самое! Раз уж четыре черепахи — это хорошо, то пять будет ещё лучше!“». По словам режиссёра анимационного фильма 2007 года Кевина Манро, «с Питером нельзя было даже шутить по этому поводу, Венера Милосская — одна из вещей, которые тот искренне ненавидит». Истмену же нравилась Венера и он был рад её возвращению в комиксах от издательства IDW, увидев в этом возможность реабилитировать героиню.